# Tratado de Amistad y Alianza sino-soviético
El Tratado de Amistad y Alianza Sino-Soviético (chino tradicional: 中蘇友好同盟條約) es un tratado de 1945 firmado por el República de China y la Unión de Repúblicas Socialistas Soviéticas el 14 de agosto de 1945. En ese momento, las tropas soviéticas y mongoles ocupaban Mongolia Interior y otros territorios chinos, habiéndolos tomado de los japoneses durante Segunda Guerra Mundial. En una declaración hecha en relación con el tratado, China aceptó la independencia de Mongolia Exterior dentro de sus fronteras anteriores (desestimando cualquier intención panmongolista de los ocupantes), siempre que se realizase un referéndum y que la Unión Soviética dejara de ayudar al Partido Comunista Chino. Además, las dos naciones acordaron el control conjunto del Ferrocarril Chino del Este y para facilitar su eventual retorno a la plena soberanía china.
Sin embargo, la República de China observó que la Unión Soviética apoyaba en secreto y continuamente al Partido Comunista Chino y al Ejército Popular de Liberación, que se oponían al gobernante Kuomintang y al gobierno de la República de China, así como a la República Popular de Mongolia. La relación colapsó cuando el Partido Comunista Chino reclamó la República Popular China en Beijing el 1 de octubre de 1949 y la Unión Soviética lo reconoció. La Asamblea General de la ONU adoptó la Resolución 505 el 1 de febrero de 1952, que confirmó que la Unión Soviética había violado los términos del tratado al asistir al Partido Comunista Chino durante la guerra civil china. El 24 de febrero de 1953, el Yuan Legislativo de la República de China votó a favor de la terminación oficial de sus compromisos con el Tratado de Amistad y Alianza, rescindiendo así su reconocimiento de independencia de la República Popular de Mongolia.